# Parque Carl Schurz
El Parque Carl Schurz (en inglés, Carl Schurz Park) es un parque público de 6 ha en el barrio de Yorkville de Manhattan, ciudad de Nueva York (Estados Unidos). Debe su nombre al secretario del Interior nacido en Alemania Carl Schurz en 1910, en el borde de lo que entonces era la comunidad sólidamente germano-estadounidense de Yorkville. El parque contiene Gracie Mansion, la residencia oficial del alcalde de Nueva York.

## Descripción

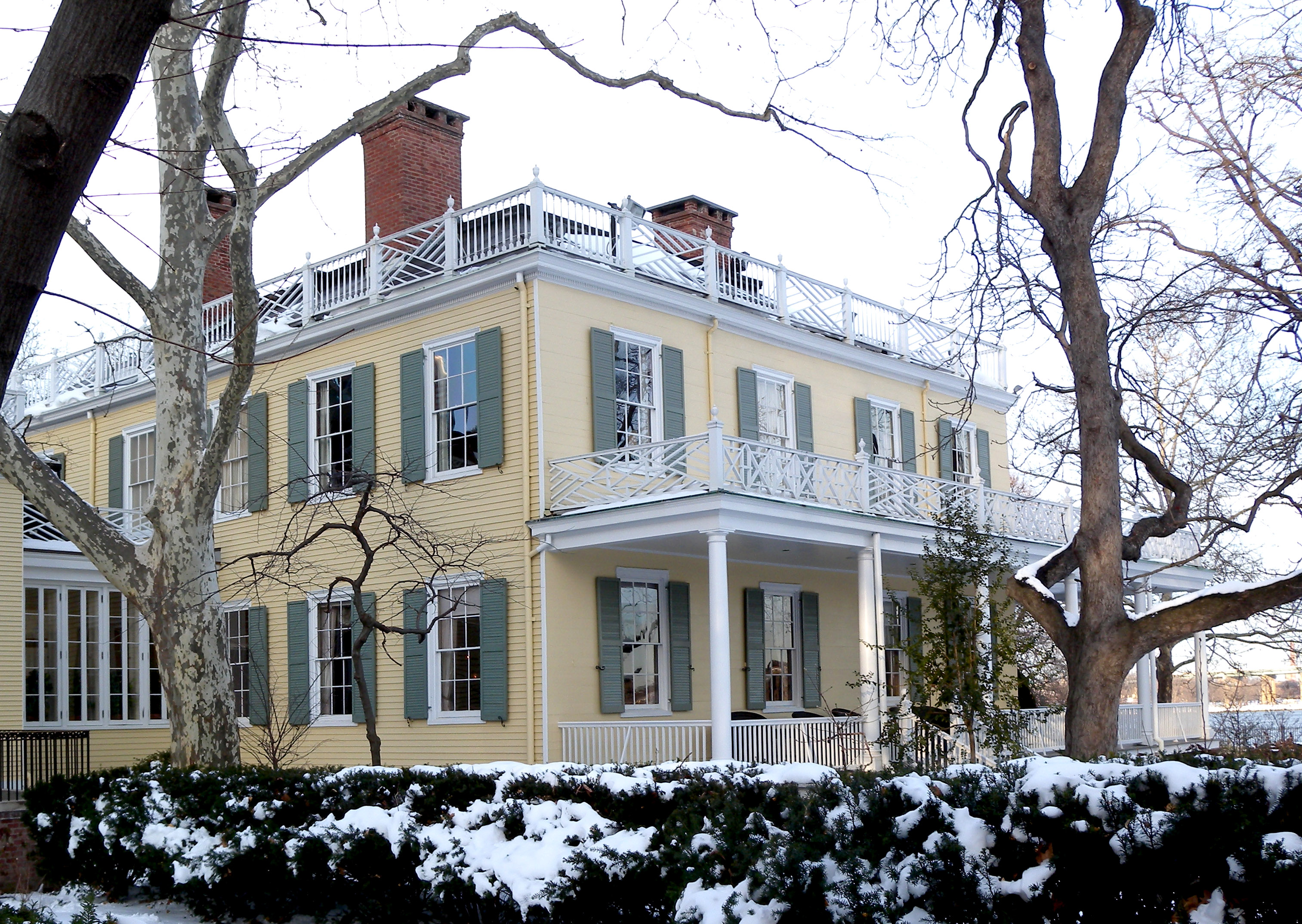
Gracie Mansion, la residencia oficial del alcalde de la ciudad de Nueva York

Carl Schurz Park domina las aguas de Hell Gate y Wards Island en el East River, y es el sitio de Gracie Mansion (construido para Archibald Gracie, 1799, ampliado c. 1811), la residencia oficial del alcalde de Nueva York desde 1942. Hay recorridos por el edificio restaurado todos los miércoles. El paseo frente al mar del parque es una plataforma construida sobre Franklin D. Roosevelt East River Drive, que cierra la calzada excepto en el lado que da al East River. El parque limita al oeste con East End Avenue y al sur con Gracie Square, la extensión de East 84th Street hasta el río. El East River Greenway, parte del Manhattan Waterfront Greenway, pasa a lo largo de la plataforma del paseo marítimo.
El parque contiene senderos sinuosos y sombreados, césped verde, vistas al mar, canchas de básquetbol, un gran área de juegos para niños y dos parques para perros: uno designado para perros más grandes y otro para perros más pequeños. El parque es mantenido por Carl Schurz Park Conservancy, la conservación de parques más antigua de la ciudad de Nueva York, en asociación con el Departamento de Parques y Recreación de la Ciudad de Nueva York.

## Historia

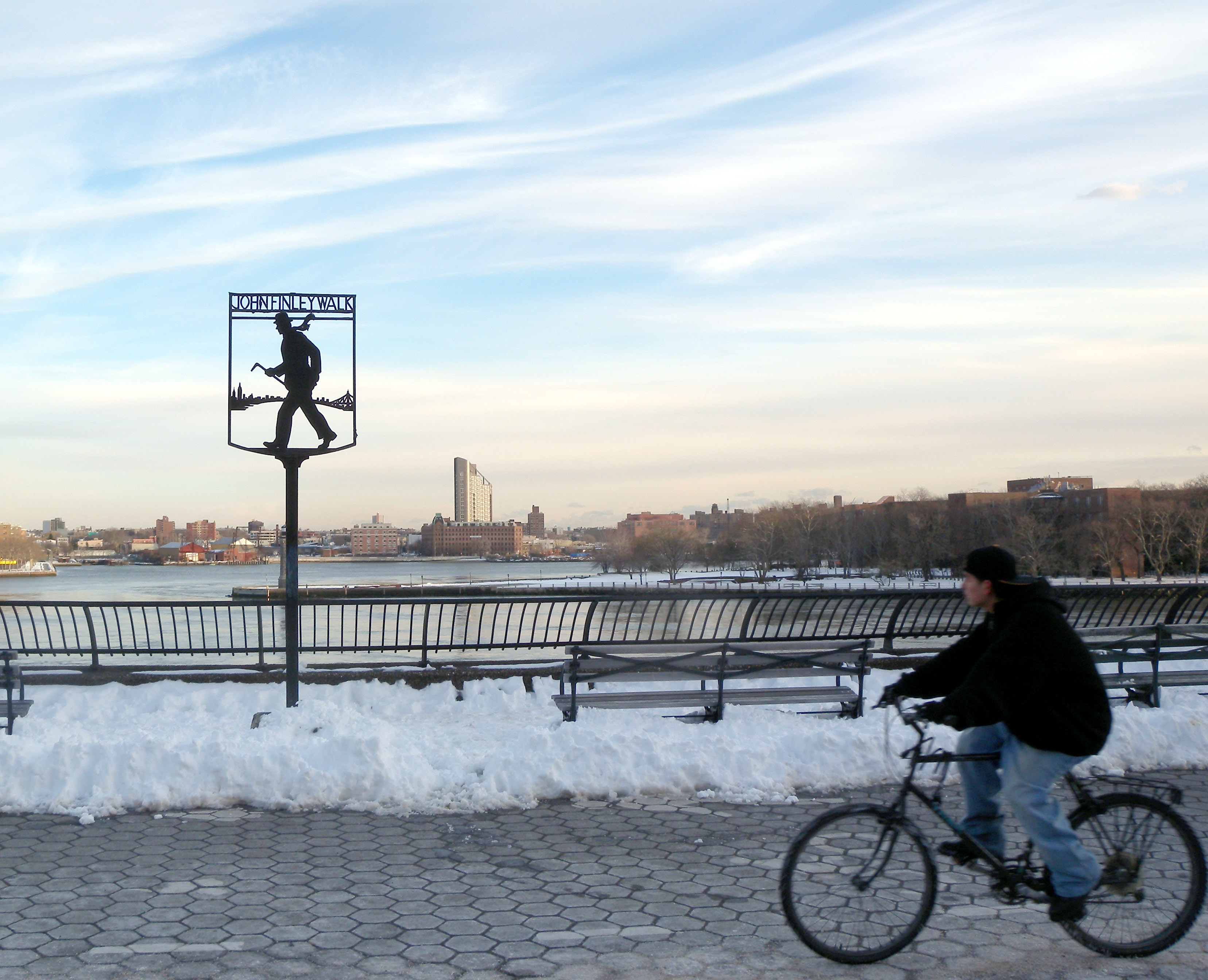
John Finley Walk, un paseo que lleva el nombre de John Huston Finley, proporciona un camino para bicicletas.

El acantilado que domina una curva en el East River en este punto fue nombrado por uno de los primeros propietarios, Siebert Classen, "Hoorn's Hook", por su Hoorn nativo en el Zuider Zee. La primera casa en el sitio fue construida para Jacob Walton, unos años antes de la Revolución, cuando la pintoresca ubicación de repente ganó importancia táctica en el control del East River. En febrero de 1776, la casa y los terrenos fueron requisados por una batería estadounidense de nueve cañones en el sitio. Esto provocó el fuego británico el 15 de septiembre de 1776, en una operación de limpieza para asegurar toda la isla de Manhattan después de la Batalla de Long Island ; el bombardeo demolió la casa de Walton y obligó a los estadounidenses a retirarse. Los británicos mantuvieron un campamento en el sitio hasta el Día de la Evacuación de 1783. Archibald Gracie niveló los restos del fuerte estelar y construyó su villa con entramado de madera en 1799.
La sección del parque que se encuentra al sur de la calle 86 (reservada como "East River Park" en 1876), donde John Jacob Astor alguna vez tuvo una villa, se utilizó como área de pícnic cuando la ciudad de Nueva York adquirió la sección norte. en 1891. Posteriormente, se adquirió la cuadra más al este de 86th Street y se eliminó el mapa de la calle. Un nuevo diseño de paisaje de Calvert Vaux y Samuel Parsons se completó en 1902, varios años después de la muerte de Vaux.
El parque fue reconstruido en 1935 por Robert Moses, debido a la creación de FDR Drive, con paisajismo revisado por Maud Sargent. La restauración del parque de un estado de abandono a principios de la década de 1970 se debió a las energías de un grupo vecinal, la organización sin fines de lucro Carl Schurz Park Conservancy (incorporada en 1974), formada originalmente para limpiar el único patio de recreo del parque.

## En la cultura
Carl Schurz Park sirvió como ubicación para la escena culminante de la pelea en la película 25th Hour de Spike Lee de 2002, protagonizada por Edward Norton y Philip Seymour Hoffman.